# 梅澤夫冰川
77°32′S 162°21′E / 77.533°S 162.350°E
梅澤夫冰川（英語：Meserve Glacier）是南極洲的冰川，位於維多利亞地，處於巴特利冰川和哈特冰川之間，以美國地質學家命名，現時由南極條約體系管理。